# Ferrari GG50

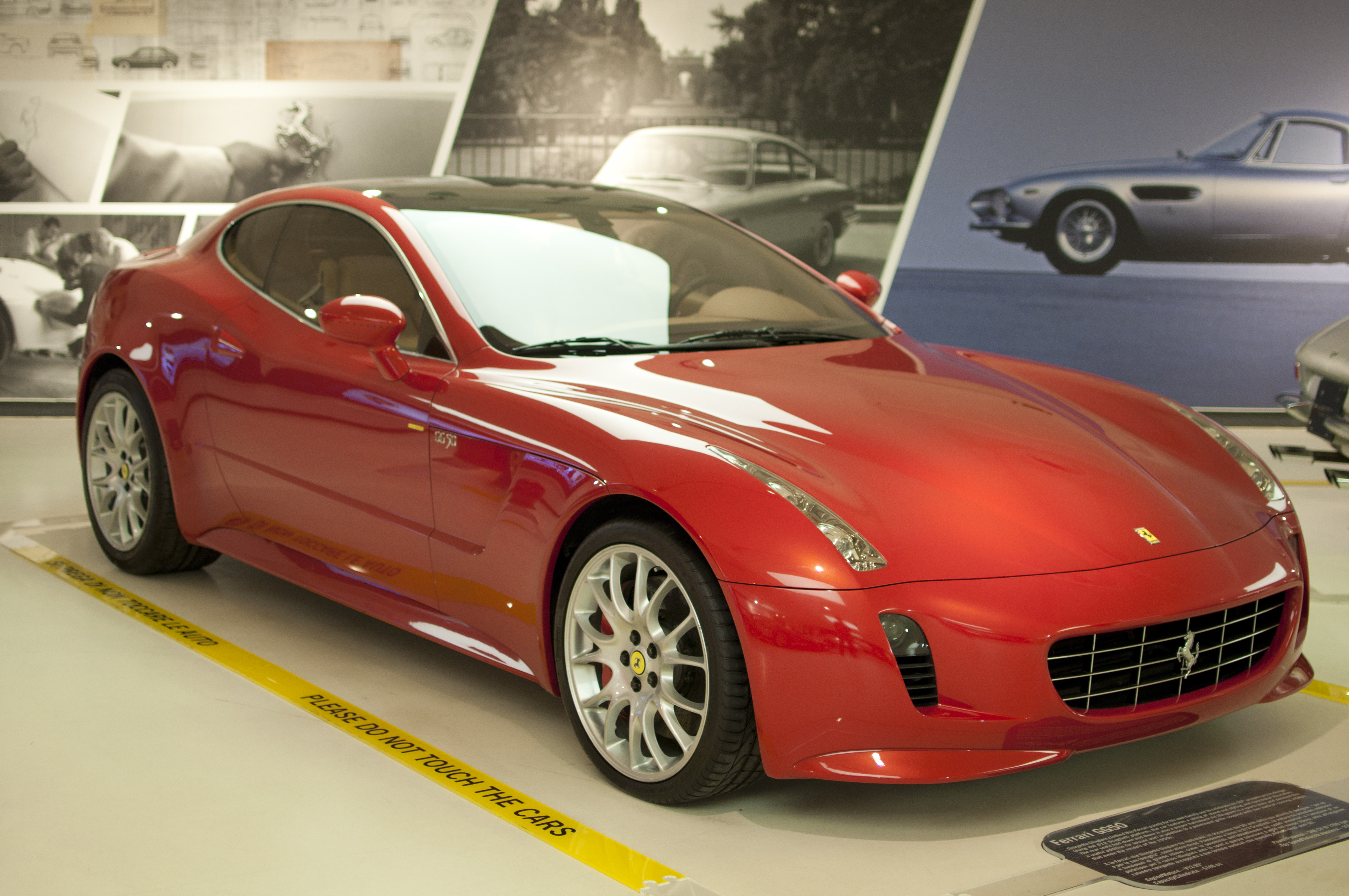
Ferrari GG50 no Museo

A  Ferrari GG50  é um protótipo apresentado pela Ferrari no Salão de Tóquio de 2005.